# Iosif Bieły
Iosif Iwanowicz Bieły, ros. Иосиф Иванович Белый (ur. w 1906 r. we wsi Turkienowka, zm. ?) – rosyjski wojskowy, komendant pomocniczej policji porządkowej w okupowanym Krasnodarze, a następnie członek Komitetu Wyzwolenia Narodów Rosji i oficer Sił Zbrojnych Komitetu Wyzwolenia Narodów Rosji podczas II wojny światowej
Podczas wojny domowej w Rosji walczył w wojskach Białych. Po ich klęsce pozostał w kraju, ukrywając się pod fałszywym nazwiskiem. Mieszkał w Krasnodarze. Po ataku wojsk niemieckich na ZSRR 22 czerwca 1941 r., został zmobilizowany do Armii Czerwonej. Zdezerterował na stronę Niemców. Po zajęciu Krasnodaru na pocz. sierpnia 1942 r., objął funkcję komendanta pomocniczej policji porządkowej. Wybrano go atamanem Wojska Kubańskiego. Otrzymał stopień pułkownika Wehrmachtu. Współuczestniczył w formowaniu kolaboracyjnych kozackich oddziałów wojskowych na służbie niemieckiej. Krótko przed odzyskaniem Krasnodaru przez Armię Czerwoną w poł. lutego 1943 r., ewakuował się do Niemiec. Pod koniec 1944 r. wstąpił do nowo formowanych Sił Zbrojnych Komitetu Wyzwolenia Narodów Rosji. Był też członkiem Komitetu Wyzwolenia Narodów Rosji (KONR). Po zakończeniu wojny uniknął deportacji do ZSRR. Brak jest bliższych danych o jego dalszych losach. Wiadomo, że w latach 60. mieszkał w Salzburgu.